# Почесні громадяни Сімферополя
Нижче наведений список почесних громадян Сімферополя.

## Почесні громадяни
| №  | П. І. Б.                                                                     | Рід занять, звання та нагороди | Дата присвоєння |
| -- | ---------------------------------------------------------------------------- | --- | --------------- |
| 1  | Симоненко Микола Опанасович                                                  | Начальник вагонного депо станції Сімферополь. Герой Соціалістичної Праці. | 16 липня 1964   |
| 2  | Бурова Марія Степанівна                                                      | Бригадир швацької ділянки трикотажної фабрики № 1. | 22 жовтня 1965  |
| 3  | Имре Габор                                                                   | Скульптор. | 5 вересня 1966  |
| 4  | Дюла Катону                                                                  | Голова відділення Союзу борців опору і антифашистів області Бач-Кішкун (Угорська Народна Республіка). | 21 липня 1977   |
| 5  | Никаноров Василь Іванович                                                    | 1-й секретар Центрального райкому ВКП/би/ Сімферополя, голова Кримського обласного виконавського комітету (10.06.1949 — 12.12.1949).                                                                           | 14 грудня 1979  |
| 6  | Бабин Василь Іванович                                                        | Керівник підпільної групи школярів «Особлива диверсійна», що діяла на території Сімферополя в роки німецько-радянської війни.                                                                                  | 2 червня 1984   |
| 7  | Косухин Анатолій Миколайович                                                 | Учасник підпілля і партизанського руху в Сімферополі, ректор Тюменського індустріального інституту, викладач інституту з нафтохімічної та газової промисловості, керівник науково-дослідного інституту.        | 2 червня 1984   |
| 8  | Федоренко Федір Іванович                                                     | Учасник партизанського руху в Криму, Герой Радянського Союзу. | 2 червня 1984   |
| 9  | Зотов Валентин Олександрович                                                 | Бригадир. | 2 червня 1984   |
| 10 | Клименков Володимир Федорович                                                | Машиніст. | 2 червня 1984   |
| 11 | Сидоров Микола Олександрович                                                 | Токар. | 2 червня 1984   |
| 12 | Іоффе Адольф Абрамович                                                       | Радник голови правління з технічних питань Державної акціонерної енергокомпанії «Крименерго», директор Сімферопольської міської електромережі Відкритого акціонерного товариства «Крименерго» 1969—2005 років. | 26 березня 1999 |
| 13 | Жумикін Альберт Петрович                                                     | Голова ради акціонерів Закритого акціонерного товариства «Кримвтормет». | 26 квітня 2000  |
| 14 | Новіков Анатолій Григорович                                                  | Художній керівник Кримського академічного російського драматичного театру ім. М. Горького. | 26 квітня 2000  |
| 15 | Кондратьєв Володимир Йосипович                                               | Артист Кримського академічного російського драматичного театру ім. М. Горького. | 29 березня 2007 |
| 16 | Смирнов Микола Миколайович                                                   | Заступник генерального директора закритого акціонерного товариства «Сімкомнсервис». | 24 травня 2007  |
| 17 | Бабенко Геннадій Олександрович                                               | Сімферопольський міський голова 2006—2010 років. | 15 жовтня 2007  |
| 18 | Баталин Олександр Сергійович                                                 | Голова правління Відкритого акціонерного товариства «Завод „Фіолент“». | 15 травня 2008  |
| 19 | Айвазян Артур Суренович                                                      | Спортсмен. Інструктор збірної команди України по кульовій стрільбі. Заслужений майстер спорту, Олімпійський чемпіон в стрільбі з малокаліберної рушниці на Олімпійських іграх 2008.                            | 30 жовтня 2008  |
| 20 | Якибчук Тетяна Михайлівна                                                    | Інструктор-методист Кримської Республіканської дитячо-юнацької спортивної школи інвалідів. Майстер спорту міжнародного класу, чемпіонка Параолімпійських ігор з легкої атлетики в Пекіні 2008 року.            | 30 жовтня 2008  |
| 21 | Митрополит Сімферопольський і Кримський Лазар (Кравець Ростислав Філіппович) | Керівник Сімферопольською і Кримською єпархією Української Православної Церкви. | 14 травня 2009  |
| 22 | Єрмак Валерій Федорович                                                      | Сімферопольський міський голова 1998—2006 років. | 14 травня 2009  |
| 23 | Роїк Віра Сергіївна                                                          | Герой України, заслужений майстер народної творчості України, заслужений художник АРК, член Національного союзу художників України, Національного союзу майстрів народної творчості України.                   | 29 квітня 2010  |
| 24 | Якубова Алла Петрівна                                                        | Голова правління ВАТ «Сімферопольський консервний завод ім. Кірова». | 29 квітня 2010  |
| 25 | Мартін Горніг                                                                | Перший голова громадського об'єднання громадян району Хандшусхайм міста Гайдельберга. | 12 серпня 2010  |
| 26 | Заяєв Анатолій Миколайович                                                   | Український футболіст, тренер. | 20 жовтня 2011  |
| 27 | Усик Олександр Олександрович                                                 | Український професійний боксер. | 17 серпня 2012  |